# Prințesa Maria Carolina de Bourbon-Două Sicilii (1822–1869)
Prințesa Maria Carolina Augusta de Bourbon-Două SIcilii (26 aprilie 1822 - 6 decembrie 1869) a fost prințesă de Bourbon-Două Sicilii prin naștere și prințesă a Casei de Orléans prin căsătoria cu Prințul Henri de Orléans, Duce de Aumale.
Maria Carolina a fost fiica lui Leopold, Prinț de Salerno și a soției lui, Arhiducesa Maria Clementina de Austria, fiica lui Francisc al II-lea, Împărat Roman.